# Super Bowl XXVIII
Super Bowl XXVIII was de 28e editie van de Super Bowl, een Americanfootballwedstrijd tussen de kampioenen van de National Football Conference en de American Football Conference waarin bepaald werd wie de kampioen werd van de National Football League voor het seizoen van 1993. De wedstrijd werd gespeeld op 30 januari 1994 in de Georgia Dome in Atlanta, Georgia. De Dallas Cowboys wonnen de wedstrijd met 30–13 van de Buffalo Bills.

## Play-offs
Play-offs gespeeld na het reguliere seizoen.
| Geplaatste teams | Geplaatste teams                  | Geplaatste teams                   |
| Plaats           | AFC                               | NFC                                |
| ---------------- | --------------------------------- | ---------------------------------- |
| 1                | Buffalo Bills (Oost-winnaar)      | Dallas Cowboys (Oost-winnaar)      |
| 2                | Houston Oilers (Centraal-winnaar) | San Francisco 49ers (West-winnaar) |
| 3                | Kansas City Chiefs (West-winnaar) | Detroit Lions (Centraal-winnaar)   |
| 4                | Los Angeles Raiders               | New York Giants                    |
| 5                | Denver Broncos                    | Minnesota Vikings                  |
| 6                | Pittsburgh Steelers               | Green Bay Packers                  |

|  | Wildcard Play-offs                    | Wildcard Play-offs                    |                           |                        | Divisional Play-offs  | Divisional Play-offs  |                       |                       | NFC & AFC Championships | NFC & AFC Championships |  |  | Super Bowl XXVIII | Super Bowl XXVIII |
|  |                                       |                                       |                           |                        |                       |                       |                       |                       |                         |                         |  |  |                   |                   |
|  | Los Angeles Memorial Coliseum, 9 jan. | Los Angeles Memorial Coliseum, 9 jan. |                           |                        | Rich Stadium, 15 jan. | Rich Stadium, 15 jan. |                       |                       |                         |                         |  |  |                   |                   |
|  | Los Angeles Memorial Coliseum, 9 jan. | Los Angeles Memorial Coliseum, 9 jan. | Rich Stadium, 23 jan.     |                        | Rich Stadium, 15 jan. | Rich Stadium, 15 jan. |                       |                       |                         |                         |  |  |                   |                   |
|  | Los Angeles Memorial Coliseum, 9 jan. | Los Angeles Memorial Coliseum, 9 jan. | Buffalo Bills             | 29                     |                       |                       |                       |                       |                         |                         |  |  |                   |                   |
|  | Los Angeles Raiders                   | 42                                    | Buffalo Bills             | 29                     |                       |                       |                       |                       |                         |                         |  |  |                   |                   |
|  | Los Angeles Raiders                   | 42                                    |                           | Los Angeles Raiders    | 23                    |                       |                       |                       |                         |                         |  |  |                   |                   |
|  | Denver Broncos                        | 24                                    |                           | Los Angeles Raiders    | 23                    | Buffalo Bills         | 30                    |                       |                         |                         |  |  |                   |                   |
|  | Denver Broncos                        | 24                                    | Astrodome, 16 jan.        |                        |                       | Buffalo Bills         | 30                    |                       |                         |                         |  |  |                   |                   |
|  | Arrowhead Stadium, 8 jan.             | Arrowhead Stadium, 8 jan.             |                           | Kansas City Chiefs     | 13                    |                       | Georgia Dome, 30 jan. | Georgia Dome, 30 jan. |                         |                         |  |  |                   |                   |
|  | Arrowhead Stadium, 8 jan.             | Arrowhead Stadium, 8 jan.             | Houston Oilers            | Kansas City Chiefs     | 13                    | 20                    | Georgia Dome, 30 jan. | Georgia Dome, 30 jan. |                         |                         |  |  |                   |                   |
|  | Kansas City Chiefs                    | 27                                    | Houston Oilers            |                        |                       | 20                    | Georgia Dome, 30 jan. | Georgia Dome, 30 jan. |                         |                         |  |  |                   |                   |
|  | Kansas City Chiefs                    | 27                                    |                           | Kansas City Chiefs     | 28                    |                       | Georgia Dome, 30 jan. | Georgia Dome, 30 jan. |                         |                         |  |  |                   |                   |
|  | Pittsburgh Steelers                   | 24                                    |                           | Kansas City Chiefs     | 28                    | Buffalo Bills         | 13                    |                       |                         |                         |  |  |                   |                   |
|  | Pittsburgh Steelers                   | 24                                    | Texas Stadium, 16 jan.    |                        |                       | Buffalo Bills         | 13                    |                       |                         |                         |  |  |                   |                   |
|  | Pontiac Silverdome, 8 jan.            | Pontiac Silverdome, 8 jan.            | Texas Stadium, 23 jan.    | Texas Stadium, 23 jan. |                       | Dallas Cowboys        | 30                    |                       |                         |                         |  |  |                   |                   |
|  | Pontiac Silverdome, 8 jan.            | Pontiac Silverdome, 8 jan.            | Texas Stadium, 23 jan.    | Texas Stadium, 23 jan. | Dallas Cowboys        | Dallas Cowboys        | 30                    | 27                    |                         |                         |  |  |                   |                   |
|  | Detroit Lions                         | 24                                    | Texas Stadium, 23 jan.    | Texas Stadium, 23 jan. | Dallas Cowboys        |                       |                       | 27                    |                         |                         |  |  |                   |                   |
|  | Detroit Lions                         | 24                                    | Texas Stadium, 23 jan.    | Texas Stadium, 23 jan. |                       | Green Bay Packers     | 17                    |                       |                         |                         |  |  |                   |                   |
|  | Green Bay Packers                     | 28                                    |                           | Dallas Cowboys         | 38                    | Green Bay Packers     | 17                    |                       |                         |                         |  |  |                   |                   |
|  | Green Bay Packers                     | 28                                    | Candlestick Park, 15 jan. | Dallas Cowboys         | 38                    |                       |                       |                       |                         |                         |  |  |                   |                   |
|  | Giants Stadium, 9 jan.                | Giants Stadium, 9 jan.                |                           | San Francisco 49ers    | 21                    |                       |                       |                       |                         |                         |  |  |                   |                   |
|  | Giants Stadium, 9 jan.                | Giants Stadium, 9 jan.                | San Francisco 49ers       | San Francisco 49ers    | 21                    | 44                    |                       |                       |                         |                         |  |  |                   |                   |
|  | New York Giants                       | 17                                    | San Francisco 49ers       |                        |                       | 44                    |                       |                       |                         |                         |  |  |                   |                   |
|  | New York Giants                       | 17                                    |                           | New York Giants        | 3                     |                       |                       |                       |                         |                         |  |  |                   |                   |
|  | Minnesota Vikings                     | 10                                    |                           | New York Giants        | 3                     |                       |                       |                       |                         |                         |  |  |                   |                   |
|  | Minnesota Vikings                     | 10                                    |                           |                        |                       |                       |                       |                       |                         |                         |  |  |                   |                   |